# Résolution 323 du Conseil de sécurité des Nations unies
Membres permanents
- Chine
- États-Unis
- France
- Royaume-Uni
- URSS

Membres non permanents
- Argentine
- Belgique
- Guinée
- Inde
- Italie
- Japon
- Panama
- Somalie
- Soudan
- Yougoslavie

Résolution no 322 Résolution no 324
La résolution 323 du Conseil de sécurité des Nations unies est adoptée à 13 voix et 1 abstention lors de la 1 682e séance du Conseil de sécurité des Nations unies le 6 décembre 1972, après avoir rappelé les résolutions précédentes et réaffirmé la responsabilité de l'ONU à l'égard de la Namibie, le Conseil a observé avec satisfaction que les Namibiens ont eu l'occasion d'exprimer leurs aspirations aux représentants de l'ONU et a noté que l'écrasante majorité des avis des personnes consultées étaient favorables à l'abolition de la « politique des patries » et à l'accession à l'indépendance nationale. Le Conseil a regretté l'opacité de l'Afrique du Sud concernant l'autodétermination de la Namibie et a invité le secrétaire général à poursuivre ses précieux efforts pour faire en sorte que le peuple namibien exerce son droit à l'autodétermination et à l'indépendance.
La résolution a également déterminé qu'immédiatement après le renouvellement partiel des membres du Conseil, de nouveaux représentants seraient nommés pour pourvoir les postes vacants qui surviendraient dans le groupe établi conformément à la résolution 309.
La résolution a été adoptée par 13 voix contre zéro, tandis que l'Union soviétique s'est abstenue et que la république populaire de Chine n'a pas participé au vote.

### Sources
- (en) Cet article est partiellement ou en totalité issu de l’article de Wikipédia en anglais intitulé « United Nations Security Council Resolution 323 » (voir la liste des auteurs).

### Texte
- Résolution 323 sur fr.wikisource.org
- Résolution 323 sur en.wikisource.org